# Ateus i creients
Ateos y creyents (Ateus i creients, en català normatiu) és un drama en 3 actes i en vers, original de Ramon Bordas i Estragués, estrenat al teatre Romea de Barcelona, la nit del 19 de gener de 1892. La primera edició va ser impresa a Girona per "Imprenta y Llibrería de Paciá Torres" i la segona a Barcelona per "Tipografia de F. Badía".

## Repartiment de l'estrena
- Genoveva: Adela Clemente
- Constantí: Pere Riutort (actor)
- L'abat Lambi: Jaume Martí
- Climent: Modest Santolària
- Melcior: Iscle Soler
- Ricard: Joaquim Pinós